# Ianiropsis varians
Ianiropsis varians är en kräftdjursart som beskrevs av Winkler och Brandt 1993. Ianiropsis varians ingår i släktet Ianiropsis och familjen Janiridae. Inga underarter finns listade i Catalogue of Life.